# Liste des premières ministres au Canada

La carte du Canada montrant le nombre de femmes premières ministres élues dans les provinces et au niveau fédéral tout au long de leur histoire.
Aucun
1
2
3

La liste des premières ministres au Canada recense toutes les femmes occupant ou ayant occupé la fonction de première ministre au Canada, que ce soit au niveau des provinces et territoires ou fédéral. Elles sont au nombre de quatorze aux niveaux provincial et territorial et d'une au niveau fédéral.
La première femme à avoir occupé le poste de première ministre est Rita Johnston, 28e première ministre de la Colombie-Britannique pendant sept mois en 1991.
Au niveau fédéral, seule Kim Campbell a servi comme première ministre du Canada pendant quatre mois en 1993.
De février à novembre 2013, six femmes sont simultanément premières ministres : Eva Aariak au Nunavut, Kathy Dunderdale à Terre-Neuve-et-Labrador, Christy Clark en Colombie-Britannique, Alison Redford en Alberta, Pauline Marois au Québec et Kathleen Wynne en Ontario, ce qui constitue un record historique. Toutes, à l'exception de Christy Clark, sont les premières femmes à occuper ces postes dans leurs provinces respectives, la Colombie-Britannique étant la première province où deux femmes ont été premières ministres. En octobre 2024, deux femmes occupe la fonction de première ministre dans les provinces canadiennes, Danielle Smith, en Alberta et Susan Holt, au Nouveau-Brunswick. 

## Liste
| Portrait | Nom                | Juridiction               | Début de mandat   | Fin de mandat    | Durée                     | Parti politique                           | Notes |
| -------- | ------------------ | ------------------------- | ----------------- | ---------------- | ------------------------- | ----------------------------------------- | --- |
|          | Rita Johnston      | Colombie-Britannique      | 2 avril 1991      | 5 novembre 1991  | 217 jours                 | Crédit social                             | Élue cheffe du Parti Crédit social après la démission du premier ministre William Vander Zalm. Première femme première ministre au Canada. |
|          | Nellie Cournoyea   | Territoires du Nord-Ouest | 14 novembre 1991  | 22 novembre 1995 | 4 ans, 8 jours            | Non partisane - gouvernement de consensus | Première femme première ministre d'un territoire canadien. Choisie cheffe du gouvernement de consensus après l'élection territoriale de 1991. |
|          | Catherine Callbeck | Île-du-Prince-Édouard     | 25 janvier 1993   | 9 octobre 1996   | 3 ans, 258 jours          | Libéral                                   | Première femme à avoir remporté une élection générale partisane. |
|          | Kim Campbell       | Canada                    | 23 juin 1993      | 4 novembre 1993  | 134 jours                 | Progressiste-conservateur                 | Première et seule femme première ministre fédérale du Canada. Élue cheffe du Parti progressiste-conservateur après la démission du premier ministre Brian Mulroney. |
|          | Pat Duncan         | Yukon                     | 5 juin 2000       | 5 novembre 2002  | 2 ans, 153 jours          | Libéral                                   | Élue à la tête d'un gouvernement majoritaire lors des élections yukonnaises de 2000, puis battue deux ans plus tard, le Parti libéral du Yukon terminant troisième. |
|          | Eva Aariak         | Nunavut                   | 19 novembre 2008  | 19 novembre 2013 | 5 ans                     | Non partisane - gouvernement de consensus | Choisie cheffe du gouvernement de consensus après l'élection territoriale de 2008. |
|          | Kathy Dunderdale   | Terre-Neuve-et-Labrador   | 3 décembre 2010   | 24 janvier 2014  | 3 ans, 52 jours           | Progressiste-conservateur                 | Élue cheffe du Parti progressiste-conservateur après la démission du premier ministre Danny Williams. |
|          | Christy Clark      | Colombie-Britannique      | 14 mars 2011      | 18 juillet 2017  | 6 ans, 126 jours          | Libéral                                   | Élue cheffe du Parti libéral après la démission du premier ministre Gordon Campbell, elle conserve son poste après (bien que battue dans sa circonscription) après la victoire majoritaire de son parti lors des élections de 2013. Elle mène à nouveau les libéraux pour l'élections de 2017 mais, bien que remportant le plus grand nombre de sièges, est battue par le néodémocrate John Horgan qui obtient le soutien des députés Verts. Deuxième femme première ministre de la Colombie-Britannique. |
|          | Alison Redford     | Alberta                   | 7 octobre 2011    | 23 mars 2014     | 2 ans, 167 jours          | Progressiste-conservateur                 | Élue cheffe du Parti progressiste-conservateur après la démission du premier ministre Ed Stelmach. |
|          | Pauline Marois     | Québec                    | 19 septembre 2012 | 23 avril 2014    | 1 an, 216 jours           | Parti québécois                           | Première cheffe de l'opposition, puis première première ministre du Québec. Victime d'une tentative d'attentat envers elle. |
|          | Kathleen Wynne     | Ontario                   | 11 février 2013   | 29 juin 2018     | 5 ans, 138 jours          | Libéral                                   | Élue cheffe du Parti libéral après la démission du premier ministre Dalton McGuinty, réélue à la tête d'un gouvernement majoritaire en 2014, puis battue en 2018. Elle est la première femme première ministre de l'Ontario et la première personne ouvertement homosexuelle à occuper cette fonction. |
|          | Rachel Notley      | Alberta                   | 24 mai 2015       | 30 avril 2019    | 3 ans, 341 jours          | NPD                                       | Deuxième femme première ministre de l'Alberta. |
|          | Caroline Cochrane  | Territoires du Nord-Ouest | 24 octobre 2019   | 8 décembre 2023  | 4 ans, 1 mois et 14 jours | Non partisane - gouvernement de consensus | Deuxième femme première ministre des Territoires du Nord-Ouest. |
|          | Heather Stefanson  | Manitoba                  | 2 novembre 2021   | 18 octobre 2023  | 1 an, 11 mois et 16 jours | Progressiste-conservateur                 | Première femme première ministre du Manitoba. Élue cheffe progressiste-conservatrice après une course à la direction subséquente à la démission de Brian Pallister. |
|          | Danielle Smith     | Alberta                   | 11 octobre 2022   | en cours         | 2 ans, 8 mois et 29 jours | Parti conservateur uni                    | Troisième femme première ministre de l'Alberta. |
|          | Susan Holt         | Nouveau-Brunswick         | 2 novembre 2024   | en cours         | 8 mois et 8 jours         | Libéral                                   | Première première ministre du Nouveau-Brunswick. |